# Кисенбрик
Кисенбрик (њем. Kissenbrück) општина је у њемачкој савезној држави Доња Саксонија. Једно је од 37 општинских средишта округа Волфенбител. Према процјени из 2010. у општини је живјело 1.825 становника. Посједује регионалну шифру (AGS) 3158021.

## Географски и демографски подаци
Кисенбрик се налази у савезној држави Доња Саксонија у округу Волфенбител. Општина се налази на надморској висини од 93 метра. Површина општине износи 6,5 km². У самом мјесту је, према процјени из 2010. године, живјело 1.825 становника. Просјечна густина становништва износи 282 становника/km².